# Jolanda Marti
Jolanda Burgers Marti (Ilpendam, 19 oktober 1984) is een Nederlands model en televisiepresentatrice.
Naast de opleiding Audiovisuele Vormgeving die ze van 2002 tot 2006 volgde deed Jolanda veel modellenwerk. Na het afronden van deze opleiding is ze niet achter de schermen gaan werken maar is ze voor de camera aan de slag gegaan als presentatrice bij de televisiezender tien. Ze heeft daar tot maart 2007 het programma Play2Win gepresenteerd.